# Uli-Figuren

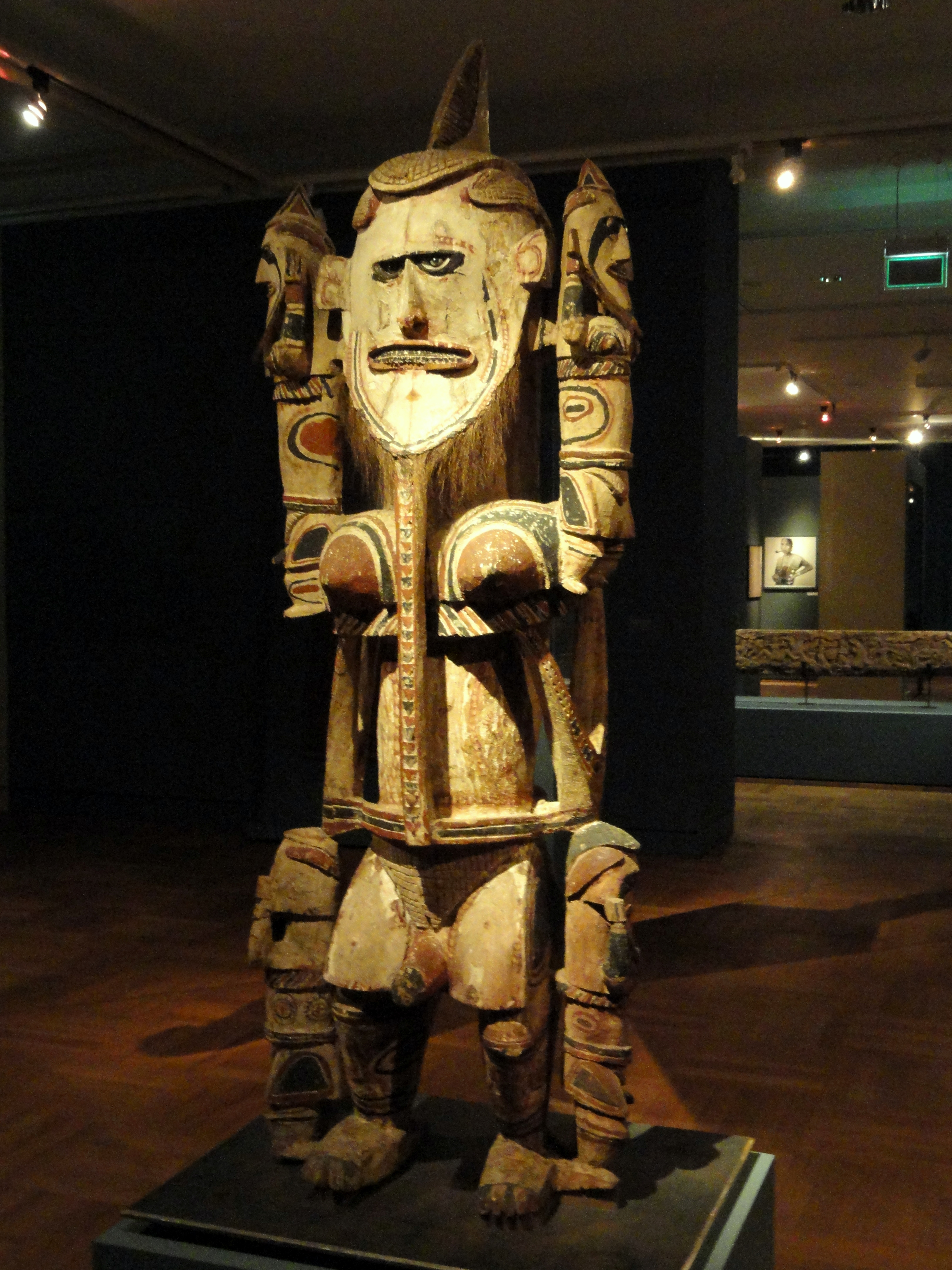
Uli-Figur im Museum Fünf Kontinente in München

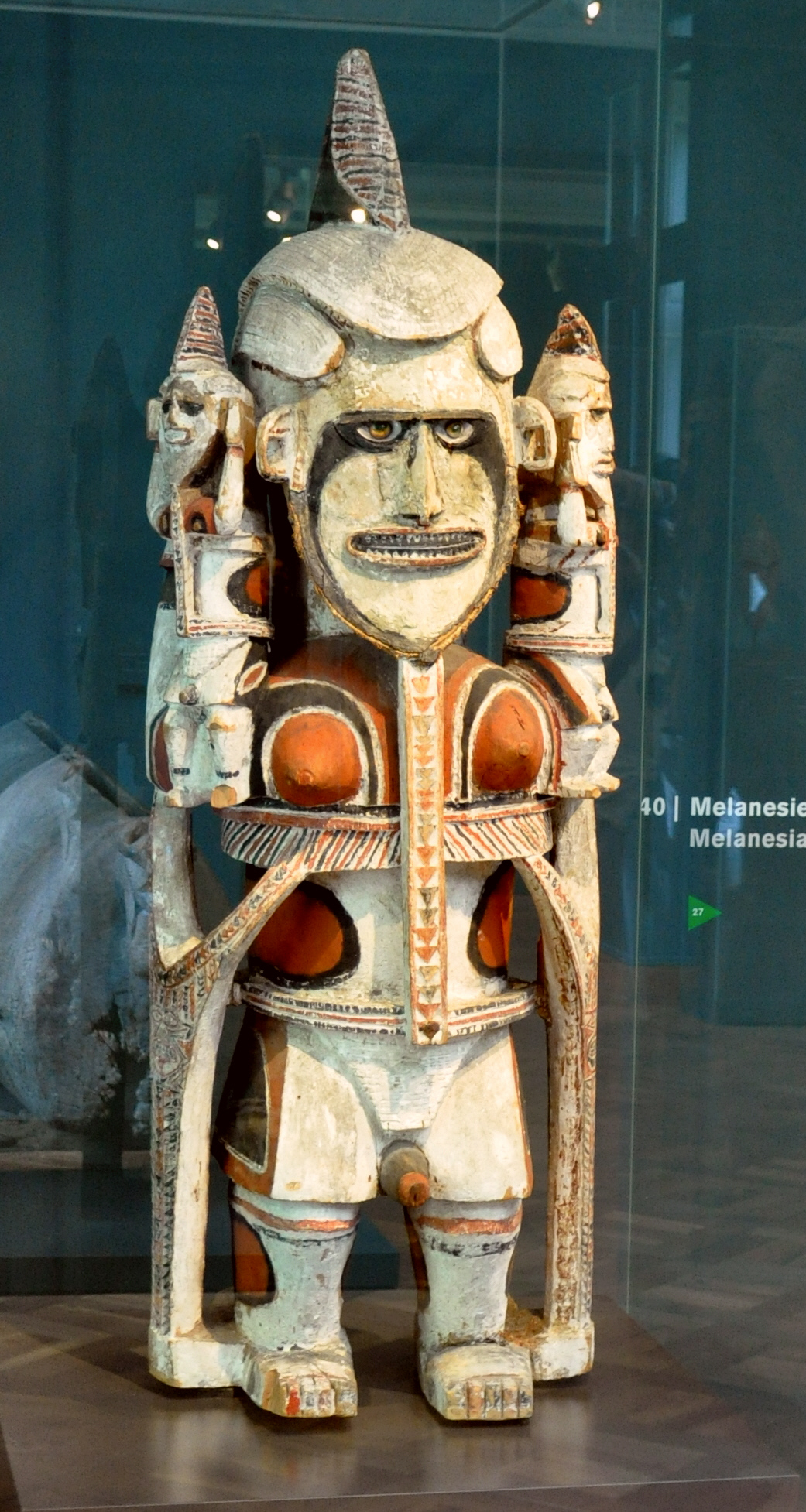
Uli-Figur im Museum Rietberg, Zürich; Schenkung Eduard von der Heydt

Uli-Figuren (auch nalik-Figuren) sind Holzskulpturen, die im Zentrum des kultischen Lebens im mittleren Teil der Insel Neuirland standen. Sie gehören zu den bekanntesten Kunstwerken Neuirlands, das unter dem Namen Neumecklenburg von 1885 bis 1899 unter der Verwaltung der deutschen Neuguinea-Kompagnie stand, von 1899 bis 1914 Teil der Kolonie Deutsch-Neuguinea war und heute zu Papua-Neuguinea gehört. Aus Museumsbeständen und privaten Sammlungen sind insgesamt etwa 250 Uli-Figuren
bekannt.

## Herkunft und Geschichte
Die Skulpturen wurden zwischen dem Ende des 19. Jahrhunderts und 1930 in ihrer Herkunftsregion, dem Gebiet der Madak-Sprachgruppe
auf dem Lelet-Plateau im nördlichen Teil Mittel-Neuirlands von Sammlern und Forschungsreisenden entdeckt und nach Europa bzw. Amerika gebracht. Die Uli-Skulpturen standen mit verschiedenen anderen Kulten und Praktiken, wie sexueller Freizügigkeit, Beschneidung der initiierten Jungen, übermodellierten Zeremonialschädeln, und wahrscheinlich auch der Kopfjagd in Verbindung.
Die Kulte und die sexuelle Freiheit, die mit den Uli-Figuren im Zusammenhang standen, wurden von den Missionaren bekämpft, die Uli-Riten verschwanden in den ersten Jahrzehnten des 20. Jahrhunderts.

## Beschreibung
Uli bedeutet möglicherweise: „weiß bemalen“. Die aus einem Stück geschnitzten, 1,40 Meter bis zwei Meter großen Skulpturen zeichnen sich durch weiße Bemalung und gedrungene Körperformen aus. Ein massiver Körper mit kurzen, stämmigen Beinen und einem großen, von einem verzierten Scheitelkamm gekrönten, Spiritualität symbolisierenden Kopf mit scharf geschnittenen Gesichtszügen und breitem Bart kennzeichnet die überwiegende Mehrzahl der Figuren. In den kraftstrotzenden Wesen mit den grimmigen Gesichtern scheinen alle in begrifflichen Kategorien fassbaren Unterschiede aufgelöst. Ob sie Ärger oder Freude ausdrücken, ist ebenso ungewiss wie die Frage ihres Geschlechts. Es sind größtenteils Hermaphroditen mit ausgeprägten weiblichen Brüsten und männlichen Genitalien. Die männlichen Merkmale stehen für körperliche Kraft, die erforderlich ist, um den Verwandtschaftsklan zu beschützen. Die weiblichen Brüste symbolisieren Fruchtbarkeit und die Pflicht, die Gruppe zu nähren. Die Figuren symbolisieren die Macht und Kraft, über die ein Klanführer verfügen musste, um seinen Führungsanspruch behaupten zu können. Da der ideale Anführer sowohl stark und aggressiv als auch nährend und fürsorglich sein sollte, erklärt sich die Zweigeschlechtlichkeit der Uli-Figuren. Charakteristisch für die Uli-Skulpturen sind die kleineren, der Hauptfigur auf den Schultern, vor dem Bauch oder unter den Füßen hinzugefügten Kultfiguren, die die größere Figur duplizieren.
Der deutsche Anthropologe Augustin Krämer, der im frühen 20. Jahrhundert an mehreren Sammlungs- und Forschungsexpeditionen nach Deutsch-Neuguinea teilnahm, sowie andere, ältere wissenschaftliche Quellen vertraten die Auffassung, dass die Uli-Figuren mythische Urahnen bzw. verstorbene männliche Oberhäupter darstellen.
Heute geht man davon aus, dass die Skulpturen weibliche und männliche Merkmale zu einer symbolhaften Darstellung der über die mütterliche und väterliche Linie weitergegebenen Lebensenergie und die zum Fortbestand der Gesellschaft notwendigen männlichen und weiblichen Aspekte verbinden. Sie wurden jedoch nicht für einen bestimmten Ahnen angefertigt.
Vergleichende Forschungen an der Gestalt der Uli-Figuren lassen elf oder zwölf Grundstile unterscheiden. So bezeichnet der Typus lembankákat lakós eine Uli-Figur, die auf einer zweiten, sehr viel kleineren, auf dem Bauch liegenden und nach oben gekrümmten Figur steht. Eine mit diesem Uli-Typ verbundene Legende erzählt von Sokokau aus dem Dorf Paranu, der auf sein Kind Liu stieg, um die Eier aus dem Nest des Vogels Avensik zu nehmen und dabei sein Kind erdrückte. Einige Bildwerke repräsentieren, indem sie auf einer anderen Figur stehen und von dieser getragen werden, den Mond als Verkörperung weiblicher Fruchtbarkeit und männlicher Regenerationskraft.
Bei den Skulpturen des Typs selambungin lorong steht auf jeder Schulter der Uli-Figur eine weitere, kleinere
Figur.
Der Typus lembankakat egilampe bezeichnet Figuren, die als Sinnbild für das Wohlbefinden die Hände auf den Magen legen.

## Uli-Kult
Die Figuren wurden im Rahmen von umfangreichen Totengedenkfeiern verwendet, bei denen die Skulpturen unter anderem als Dachaufsätze oder als Zweier- bzw. Dreiergruppen in kleinen konischen Hütten ausgestellt wurden. Die Bewohner benachbarter Dörfer brachten ihre Uli-Figuren zu den Festen des Kultes mit. Sie wurden nicht für jede Feier neu gestaltet, sondern sorgfältig aufbewahrt und durch Bemalung neu belebt. Die kostspieligen Zeremonien, die mehrjähriger Vorbereitungen bedurften, setzten sich aus einer Serie einzelner Feste zusammen, die sich über Jahre hinzogen. Tänze und Festessen prägten das öffentliche Geschehen, während die rituellen Handlungen weitgehend im Verborgenen vollzogen wurden.  Es wurden Übergangsriten vom Leben zu einer anderen, nicht sichtbaren Existenz zelebriert. Die Männer übernahmen die normalerweise den Frauen zugeschriebene Rolle des Ernährens im weitesten Sinne und stellten, mit Hilfe künstlicher Brüste und „weiblicher“ Baströcke, deren Rolle dar. Nach dem Totenfest bewahrte man die Figuren eingewickelt in den Zeremonialhäusern auf. Oft wurden sie auch an andere Inselbewohner, die eine Totenfeier auszurichten hatten, weiterverkauft.

## Rezeption
Die Kunstwerke aus Neuirland haben gegen Ende des 19. und zu Beginn des 20. Jahrhunderts viele westliche Künstler inspiriert und beeinflusst, so zum Beispiel deutsche Expressionisten wie Emil Nolde. Noldes Gemälde „Stillleben mit Holzfigur“ wurde im Museum Folkwang in Hagen und später in Essen zusammen mit Uli-Figuren  ausgestellt. André Breton schrieb in seinem Gedicht „Uli“: „Sicher bist ein großer Gott …. du ängstigst, du verzauberst“.

## Uli-Figuren in Museen und privaten Sammlungen
Uli-Figuren gibt es in ethnologischen Sammlungen rund um die Welt. Zwei Uli-Figuren zeigt das Ethnologische Museum Berlin in der Dauerausstellung „Südsee“. Eine von Franz Boluminski, der ab 1900 Stationsleiter und Bezirksverwalter von Nord-Neumecklenburg war, gesammelte Figur wurde 1908 im Linden-Museum in Stuttgart inventarisiert.
In die Sammlung des Museum Folkwang gelangten die Kunstwerke durch Vermittlung des Malers Emil Nolde, der 1913 im Rahmen der „Medizinisch-demographischen Deutsch-Neuguinea-Expedition“ in die Südsee reiste.
Die Missionsschwestern vom Heiligsten Herzen Jesu von Hiltrup verwahren eine Sammlung der Patres Peekel und Fink, die zwischen 1904 und 1942 als Missionare auf der Insel Neuirland tätig waren. Sie hatten etwa 50 größere und mehrere kleinere Stücke erworben.

Malanggan-Figuren aus der Sammlung der Missionare Peekel und Fink
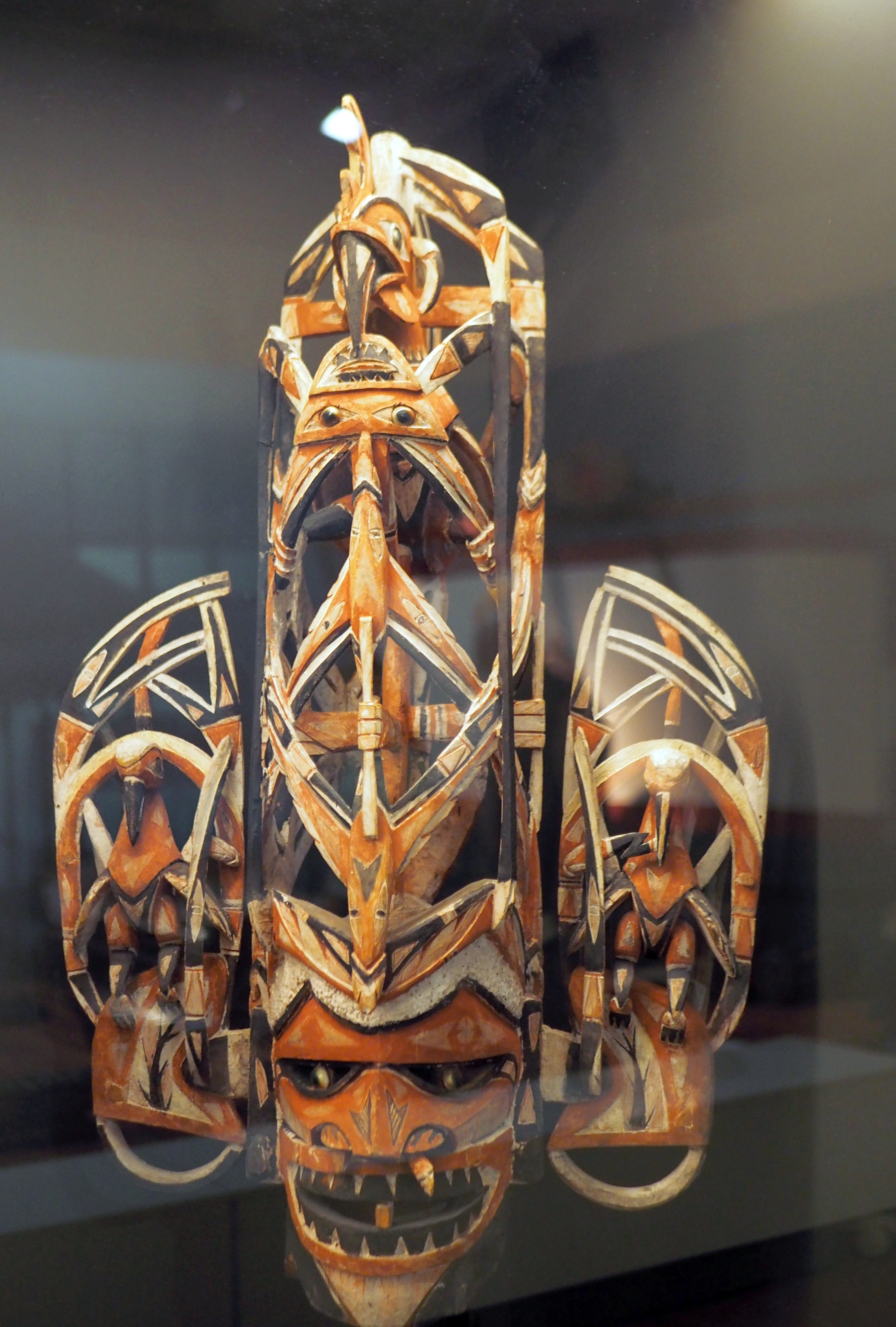
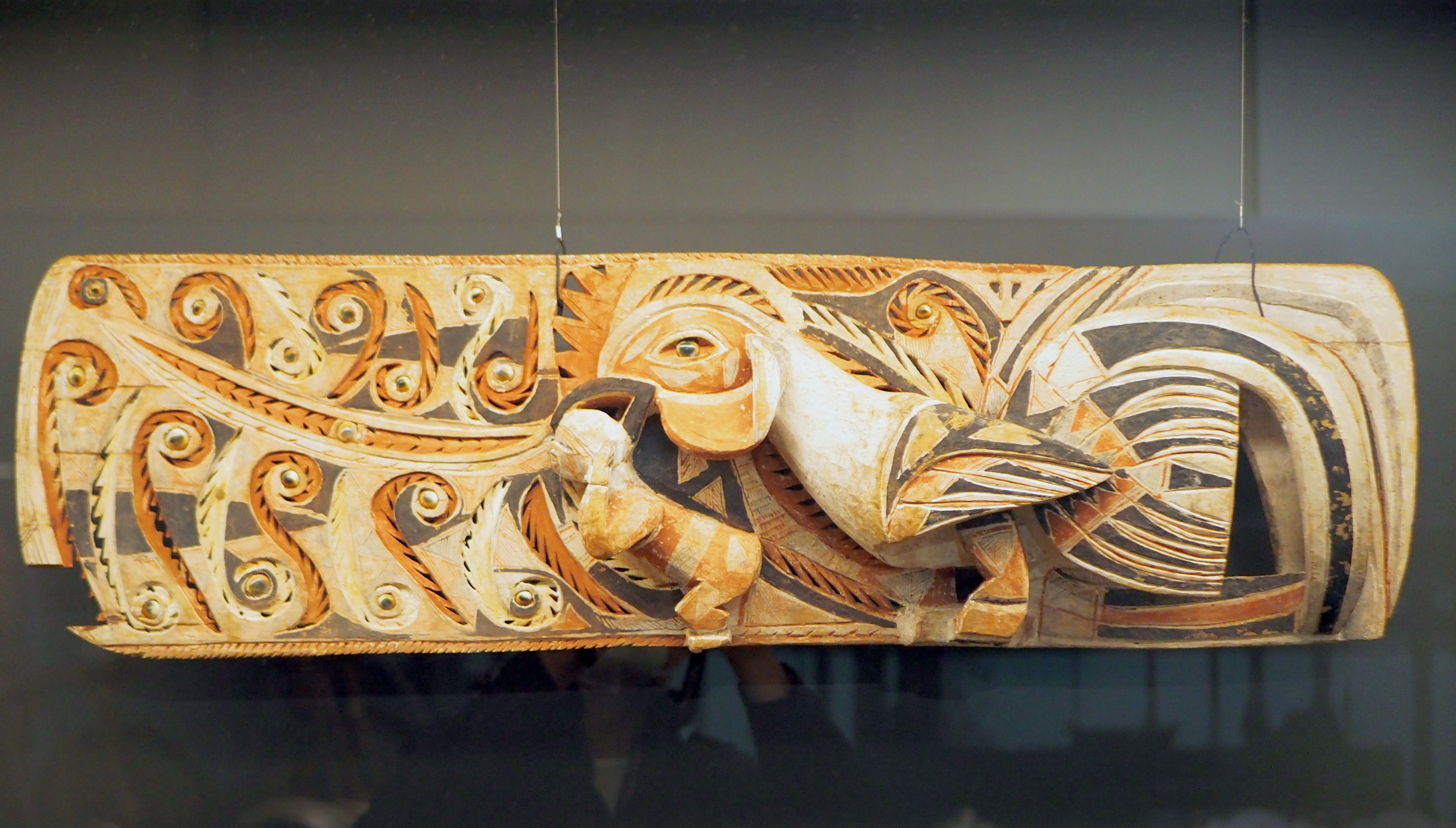
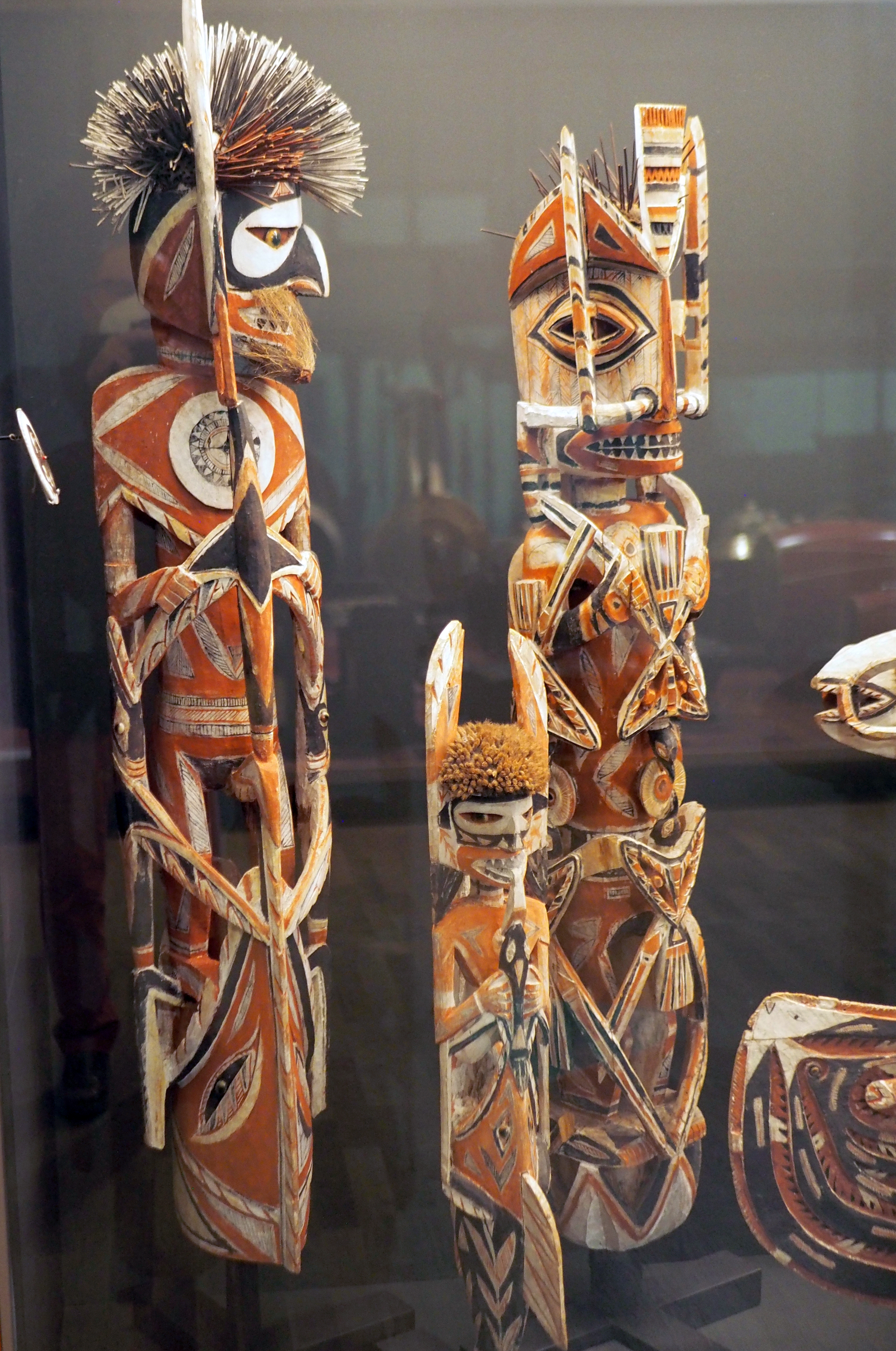